# Observatori Astronòmic de La Sagra
L'Observatori Astronòmic de la Sagra és un observatori astronòmic, amb quatre telescopis robòtics totalment dissenyats i construïts (maquinari i programari) per l'Observatori Astronòmic de Mallorca que els opera a distància mitjançant telecontrol descarregant diàriament les dades des de Mallorca per Internet, per processar-los amb sofisticats algoritmes concebuts "in house" que van permetre detectar el 2012 DA14, entre els altres 1314 asteroides numerats, que el situa el 13è del ranking. Està situat al municipi de Puebla de Don Fadrique, a la província de Granada (Espanya). Va ser inaugurat el 14 de juny de 2009, per un conveni de col·laboració entre l'Institut d'Astrofísica d'Andalusia, l'Observatori Astronòmic de Mallorca (OAM) i la Societat Asturiana d'Astronomia (Conveni de gener de 2012). Està dedicat a la investigació en la banda S dels planetes del sistema solar.
El 15 de febrer de 2012, gràcies als seus quatre telescopis robotitzats operats per telecontrol per l'OAM i al cel lliure de contaminació lumínica de la serra de la Sagra, un equip coordinat per Jaume Nomen, astrònom de l'Observatori Astronòmic de Mallorca (OAM) localitza l'asteroide 2012 DA14, i calcula que l'any següent, el 15 de febrer de 2013, passarà a 27 000 km de la Terra, la distància més propera a la terra mai registrada per un asteroide, de fet és una distància bastant més propera que la d'un satèl·lit geoestacionari, que orbita a 35.786 km.

## Situació
Està situat a la serra de la Sagra, a 1520 msnm i a uns 15 km de Puebla de Don Fadrique. Dista uns 70 km en línia recta de l'Observatori de Calar Alto, a la província d'Almeria, si bé per carretera suposen 135 km, per l'orografia de la zona.

## Línies de treball
Es duen a terme investigacions sobre els  cossos menors  del Sistema Solar com:
- Recerca d'objectes propers a la Terra;
- Recerca d'objectes transneptunians;
- Recerca de asteroides del Cinturó principal.
- Localització de restes d'objectes potencialment perillosos abandonats en les missions espacials.